# Anthophagus angusticollis
Anthophagus angusticollis är en skalbaggsart som först beskrevs av Mannerheim 1830.  Anthophagus angusticollis ingår i släktet Anthophagus, och familjen kortvingar. Arten har ej påträffats i Sverige.